# Мамадалево
Мамадалево (баш. Мәмәдәл) — деревня в Дюртюлинском районе Башкортостана, входит в состав Суккуловского сельсовета.

## История

### Дореволюционный период
Селение мишарей и тептярей, которые являются её основателями на основе «Записи, совершённой в Бирске от башкир Ельдякской волости 6 марта 1727 г. засвидетельствованной Бирским уездным судом навечно».

Д. Мамадалево — селение мишарей и тептярей, которые являются её основателями на основе «Записи, совершенной в Бирске от башкир Ельдякской волости 6 марта 1727 г. засвидетельствованной Бирским уездным судом навечно» Этот документ был представлен мишарями межевой конторе уезда и губернии после издания указа о земле в 1832 г. на право владения ими землей в Ельдякской волости. Однако имеется более ранний документ — это тоже запись башкира д. Муняково Ельдякской волости Кадырмета Кадрякова от 27 января 1718 года служилому татарину д. Бикчурино Казанской дороги Мамаю мулле Исаеву, его детям Бимуку, Салатке и Юнусу Мамаевым, а также зятю Мамая — Мамеделю. В записи имеются мотивы припуска: «припустил я, Кадырмет, за одиночеством своим и для вспомогания платежа в казну ясака ево, Мамая, з детьми и з зятем ево в вотчину свою, которую владел я с родственники своими, означенной Ельдяцкой волости з башкирцы, з Балтой Муняковым с товарищи по межам и урочищам, да что и особливо владеют от родственников своих в лес, что словет Бисиды, и ему, Мамаю, в вотчине моей, которую владею я, Кадырмет, с родственники своими, з Балтой с тов., да что и особливо владею, владеть и в лесах борти вновь про ево обиход делать, и дуплиницы искать, и всякого зверя текучева и зверь ж, которой бывает в водах, и рыба ловить, и в лесу на хоромное и на другое строение лес рубить»— Статья «Мамадалево» на сайте Уфаген

Деревня Мамадалево (Дюртюлинский район РБ) по результатам 1 ревизской сказки 1722 года и 2 ревизской сказки 1748 года
```
По переписи 1722 года служилому татарину Мамадалю Кайбулину было 62 года. Его сыновьям: Адилю 15 лет, Муределе 6 лет, Абднаю 1 год, Амиру 1 год. Сермету Кайбулину 70 лет. Его сыновьям: Баряшу 20 лет, Наурузу 15 лет. Салеймулле Ямелеву 48 лет.
```

```
Итого: 9 человек. Женщины в переписи не учитывались, а ясачные татары (тептяри) учитывались отдельно.
```

```
По переписи 1748 года (служилые татары-мещеряки) Мамадалю Кайбулину было 87 лет. Его сыновьям: Адилю 40 лет, Муредале 31 год, Абднаю 26 лет. После переписи рождённым: Альмухамету 20 лет, Мухаметшарипу 16 лет, Абульчаиру 6 лет, Идрису 3 года. Сыну Адиля: Бенбову 22 года(участник прусского похода 1757года). Сыну Муредели: Мусегуту 1 год. Сыну Абдная: Иленю 1 год. Родственнику Муредели: Ишбулату Менееву 35 лет.
```

```
Итого: учтено 12 человек.
```

```
Ясачные татары (тептяри): Ишкиня Бектемирову 43 года. Его сыновьям: Сапарали 23 года, Яушу 10 лет. Сыну Сапарали: Ишбулде полгода.
```

Самило Сабанаеву 60 лет. Его детям: Ишбульде 12 лет, Ишмухаммету 3 года, Нилмухаммету 3 года, Диммухаммету 2 месяца.
Итого: учтено 9 человек.
Всего во 2 ревизии учтен 21 человек (женщины не учитывались).

###### Список литературы
1. Ревизская сказка 1 Мамадалина 1722 год (РГАДА фонд 350, опись 2, дело 3790).
2. Ревизская сказка 2 Мамадалина 1748 год (РГАДА фонд 350, опись 2, дело 3792).
3. Ревизская сказка 2 Мамадалина 1748 год (РГАДА фонд 350, опись 2, дело 3793).
Деревня Мамадалево (Дюртюлинский район РБ) по результатам 1,2,3,6,8,9,10 ревизий, переписи 1926 года.
У служилого татарина Мамадаля Кайбулина (1660 — умер после 1748), было 8 сыновей. Старший Адиль (1707—), Муределе (1712—), Абднай (1721—), Амир (1721—), Альмухамет (1728—), Мухаметшариф (1732—1810), Абдулчаир (1742—), Идрис (1745—1796).
На настоящее время сохранились 4 мужские ветви (предковые). От сыновей Муределе (бывшие Мрадалимовы), Альмухамета — сын Амин (Аминевы), Мухаметшарифа (Шариповы), Идриса (Идрисовы). В советское время фамилии были изменены, сохранились (Шариповы) за редким исключением (Идрисовы, Аминевы).
У ясачного татарина Самило Сабанаева (1688 — умер с 1748 по 1762) было 9 сыновей. Старший Ишбульда (1735—), Ишмухаммет (1744—), Нилмухаммет (1744—), Диммухамет (1748—), Курбанай (1751—), Бинбов (1752—), Беккул (1752—), Салим (1753—), Уранай (1756—).
Наиболее многочисленная сохранившаяся мужская ветвь от Биктемирова внука Самилова.

По ревизской сказке 1811 г. (VI ревизия), «Ревизия списка…. Оренбургской губернии Бирского уезда четвёртого мещерякского кантона команды из дворян старшины Абдулзепара Максютова». Далее следуют имена мещеряков Мухаммет Шарифа Мамадалина (основателя рода Шариповых) и его братьев Мамадалиных. Помимо них указан указной азанчи Мухаммет Аминь Альмухамметов и его дети Аминевы (основатель рода Аминевых). Также в записе можно разобрать род Янышевых.
В 1843 г. население было равно 226 душам, из коих 187 было мишар. В деревне была мечеть.
В «Списке населенных мест по сведениям 1870 года», изданном в 1877 году, населённый пункт упомянут как деревня Мамадалина 4-го стана Бирского уезда Уфимской губернии. Располагалась при речке Тартли-илге, на почтовом тракте из Бирска в Мензелинск, в 44 верстах от уездного города Бирска и в 5 верстах от становой квартиры в деревне Дюртюли. В деревне, в 69 дворах жили 401 человек (207 мужчин и 194 женщины, мещеряки), была мечеть. Жители занимались земледелием, скотоводством и извозничеством.

… в жалобе 1881 г. жители д. Мамадалино Асяновской волости (все Бирский уезд) называли себя припущенниками из башкир.— 
Также из этнографических записей можно узнать, что:

В татарской деревне Мамадалево было три рода: Шариповых, Идрисовых и Аминевых. Аминевы имеют родство с Шариповыми…
Во времена советской власти, сыновья Яхьи [Аминева] сменили фамилию… образовав фамилию Яхиных в данном селе. Также потомки Тимирхана Яхиевича Яхина сменили свою фамилию на Тимирхановых.— http://ufagen.ru/node/28475 Запись о деревне Мамадалево, записанная со слов Зариповой Ф. С.

### Послереволюционный период
В период сталинских советских репрессий были раскулачены следующие семьи: Салимгареевы, Шариповы (татары, по переписи 1926 г. мещеряки), Яхины (татары, по переписи 1926 г. мещеряки), Тимирхановы (татары, ветвь рода семьи Яхиных, по переписи 1926 г. тептяри).
При репрессиях была уничтожена семейная библиотека печатных и рукописных книг Лутфуллы Шарипова на поволжском тюрки. От неё дошла до наших дней лишь малая толика книг, на одной из которых сохранилась печать бывшего владельца.
По переписи 1939 года в деревне жило 633 человека. В годы Великой Отечественной войны призвано в действующую армию 159 уроженцев деревни, в трудовую армию 14 человек, всего 173 человека.
Не вернулись с войны 68 человек.
```
Погибли рядовой Аглямов Акрам Аглямович 22.07.1943 под Ленинградом, сержант Ахметов Галим Ахметович 22.08.1942, Калининская обл, рядовой Бахтигареев Саит Бахтигареевич 29.06.1944, Ленинградская обл, ефрейтор Имамутдинов Заки Имамутдинович 31.12.1943 в Белоруссии, рядовой Нигматьянов Хамитьян Нигматьянович 16.03.1945 в Германии, морпех Суфиянов Камал Суфиянович 15.07.1944 на Ладоге, ст.сержант Набиев Ахмет Набиевич 30.09.1942 Сталинградская обл, мл.лейтенант Фазылов Мугалим Фазылович 01.06.1943 на Украине, рядовой Файзуллин Файзрахман Деулятьярович 31.01.1945 в Германии и др.
```

```
Из вернувшихся с войны 19 орденоносцы (награждены в годы войны орденами Красной звезды, Славы, Отечественной войны разных степеней). Это Ахметханов Абузар Ахметханович, командир минометного расчета, Гильманов Исхак Гильманович сержант, командир отделения, Исламов Рафаэль Ахметзакиевич рядовой, Бадретдинов Мирзагит Бадретдинович сержант, командир отделения разведчиков, Агиев Эслям Эхлетдинович танкист, лейтенант, Нигмаджанов Мухамметнагим Нигмаджанович рядовой, попал в плен, бежал, воевал в партизанском отряде, Саитгалеев Женетхан Саитгалеевич капитан инженерных войск, Фаррахов Хенеби Фаррахович кавалерист 112 Башдивизии и др.
```

```
Женщины добровольцы Шарипова Закия Желалетдиновна рядовой зенитчик (воевала в Сталинграде), Шарифьянова Масура Шарифяновна рядовой телефонист-разведчик (воевала в Сталинграде, Белоруссии). Призванные в трудовую армию до конца войны работали в основном на военных заводах: Уфимском моторостроительном и Челябинском тракторном (Шарипов Хамза Шакирович, Бадретдинов Мирсаит Бадретдинович, Фархетдинов Насретдин Фахретдинович и др).
```

```
По материалам книги «Алар Ватанны саклады» набрана в редакции газеты «Юлдаш» 2003 г. Автор Хакимов Шакирьян Фазылянович.
```

## Население
| 2002 | 2009 | 2010 |
| ---- | ---- | ---- |
| 156  | ↗183 | →183 |

## Географическое положение
Расстояние до:
- районного центра (Дюртюли): 6 км,
- центра сельсовета (Суккулово): 2 км,
- ближайшей ж/д станции (Уфа): 118 км.